# Войнежа
Войнежа е село в Северна България. То се намира в община Велико Търново, област Велико Търново.

## География
Селото се намира в Централна Стара планина, на тридесет километра южно от Велико Търново и четири километра източно от Прохода на Републиката. Исторически в селото са се оформили пет махали:
- Долен Войнеж
- Со̀левска махала
- Среден Войнеж
- Горен Войнеж
- Чаршията

### Местности
Списък на местности в околностите на с. Войнежа.
- Ю̀рта
- Белѝлката
- Дима̀нската орнѝца
- Ю̀лчу Юрт
- Рушѐнека
- Енчов Пря̀слоп
- Мрътвѝцата
- Прѝпека
- Чернѝчката
- Съ̀йна
- Горчивата чешма (Горчивка)
- Равнища̀
- Острѝката
- Чѐнкин дол
- Пачата усойна

## История
По време на Балканската война в 1912 година един човек от селото се включва като доброволец в Македоно-одринското опълчение.
Запазена приписка върху страниците на богослужебна книга от църквата „Св. Пророк Илия“ в с. Войнежа, съхранявана в Териториалния държавен архив в гр. В. Търново дава основание да се направи извод, че жители на селото са взели участие във Велчовата завера през 1835 г.

## Население
Численост на населението според преброяванията през годините:
| \| Година на преброяване \| Численост \| \| --------------------- \| --------- \| \| 1934 \| 582 \| \| 1946 \| 598 \| \| 1956 \| 508 \| \| 1965 \| 341 \| \| 1975 \| 191 \| \| 1985 \| 120 \| \| 1992 \| 103 \| \| 2001 \| 80 \| \| 2011 \| 40 \| \| 2021 \| 30 \| |           |
| Година на преброяване | Численост |
| 1934 | 582       |
| 1946 | 598       |
| 1956 | 508       |
| 1965 | 341       |
| 1975 | 191       |
| 1985 | 120       |
| 1992 | 103       |
| 2001 | 80        |
| 2011 | 40        |
| 2021 | 30        |

### Етнически състав
Преброяване на населението през 2011 г.
Численост и дял на етническите групи според преброяването на населението през 2011 г.:
|                     | Численост | Дял (в %) |
| Общо                | 40        | 100.00    |
| Българи             | 39        | 97.50     |
| Турци               | 0         | 0.00      |
| Цигани              | 0         | 0.00      |
| Други               |           |           |
| Не се самоопределят |           |           |
| Неотговорили        | 0         | 0.00      |

## Религии
Населението на селото е с традиционно източноправославно вероизповедание.

## Културни и природни забележителности
Храм „Свети Пророк Илия“, построен през 1835 г. На 30 юли 2005 г. е отбелязана 170-годишнината от построяването на храма „Св. Пророк Илия“.

## Редовни събития
Събор на 20 юли, Илинден, храмов празник на селото.

## Други
В близост до село Войнежа се намира родната къща на Филип Тотю в махала Гърците.